# Morgan Adokwei Brown
Morgan Adokwei Brown es un diplomático ghanés.
- De febrero de 1985 a marzo de 1986 fue asesor legal de la Asamblea Metropolitana de Tema (Ghana).
- De abril de 1986 a agosto de 1990 fue subdirector jurídica y consular, Ministerio de Asuntos Exteriores (Minister for Foreign Affairs (Ghana)).
- De agosto de 1990 a agosto de 1992 fue SUBDIRECTOR / EUROPA en el Ministerio de Asuntos Exteriores en Acra..
- De agosto de 1992 a agosto de 1996 fue cONSEJERO / Jefe de Cancillería de la misión Permanente ante Sede de la Organización de las Naciones Unidas en Nueva York, con la responsabilidad para el tercero, quinto y sexto COMITÉS DE Asamblea General de las Naciones Unidas-
- De agosto de 1996 a enero de 1998 fue director Interino jurídica y consular, Ministerio de Asuntos Exteriores.
- De enero de 1998 a marzo de 2002 fue ministro Consejero / Jefe de Cancillería de embajada en Monrovia (Liberia.
- De abril de 2002 a octubre de 2002 fue director interino / PLANIFICACIÓN política y la investigación del Ministerio de Asuntos Exteriores.
- De noviembre de 2002 a septiembre de 2003 fue SUBDIRECTOR / PASAPORTES, Ministerio de Asuntos Exteriores.
- De octubre de 2003 a agosto de 2004 fue director interino / África y la Unión Oficina Africana, Ministerio de Asuntos Exteriores.
- De agosto de 2004 a septiembre de 2008 fue mINISTRO / Jefe de Cancillería, de la alta comisión en Londres.
- De octubre de 2008 a julio de 2009 fue director de supervisión / política de planificación, INVESTIGACIÓN Y SEGUIMIENTO DE DTO, Ministerio de Asuntos Exteriores.
- De agosto de 2009 a agosto de 2010 fue DIRECTOR / ADMINISTRACIÓN, Ministerio de Asuntos Exteriores en Acra.
- De agosto de 2012 a 31 de mayo de 2013 fue ministro / Jefe de Misión Adjunto en Copenhague.
- Del 31 de mayo de 2013 al 23 de julio de 2015 fue embajador en Bruselas y acreditado ante la Union Europea.[1]